# Pierce Brosnan
Pierce Brendan Brosnan (n. 16 mai 1953, Drogheda, Irlanda) este un actor și producător de film irlandezo-american.
Este cunoscut pentru rolurile în care a interpretat personajul James Bond. De origine irlandeză, Brosnan a debutat ca actor de teatru pe scenele londoneze. A început studiile de teatru în 1973 la Drama Center London. Mai târziu, la Hollywood, își va crea propria companie de producție, "Irish Dream Time".
Între anii 1980 și 1991, a fost căsătorit cu actrița australiană Cassandra Haris, care a decedat în urma unui cancer ovarian în 1991. Din această căsătorie are un fiu (n. 1984), iar pe ceilalți doi copii ai Cassandrei i-a adoptat. S-a recăsătorit în 2001 cu jurnalista americană Keely Shaye Smith, cu care are doi copii.
Este cunoscut și ca activist dedicat protecției mediului înconjurător, membru al organizației Sea Shepherd Conservation Society.

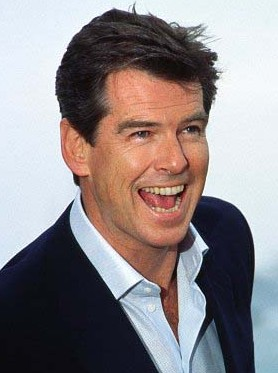
Brosnan la Cannes, 2002

## Filmografie
| An   | Titlu                                                 | Rol                                | Note |
| ---- | ----------------------------------------------------- | ---------------------------------- | --- |
| 1979 | Murphy's Stroke                                       | Edward O'Grady                     | Film de televiziune |
| 1980 | The Long Good Friday                                  | 1st Irishman                       | |
| 1980 | The Mirror Crack'd                                    | Actor playing "Jamie"              | Rol necreditat |
| 1986 | Nomads                                                | Jean Charles Pommier               | |
| 1987 | Taffin                                                | Mark Taffin                        | |
| 1987 | The Fourth Protocol                                   | Valeri Petrofsky/James Edward Ross | |
| 1988 | The Deceivers                                         | William Savage                     | |
| 1989 | The Heist                                             | Neil Skinner                       | Film de televiziune |
| 1989 | Around the World in 80 Days                           | Phileas Fogg                       | Miniserial TV |
| 1990 | Mister Johnson                                        | Harry Rudbeck                      | |
| 1991 | Murder 101                                            | Charles Lattimore                  | Film de televiziune |
| 1991 | Victim of Love                                        | Paul Tomlinson                     | Cunoscut și ca Raw Heat Film de televiziune |
| 1992 | The Lawnmower Man                                     | Dr. Lawrence Angelo                | |
| 1992 | Live Wire                                             | Danny O'Neill                      | |
| 1993 | Mrs. Doubtfire                                        | Stuart "Stu" Dunmire               | |
| 1993 | Death Train                                           | Michael "Mike" Graham              | Film de televiziune |
| 1993 | Entangled                                             | Garavan                            | |
| 1993 | The Broken Chain                                      | Sir William Johnson                | Film de televiziune |
| 1994 | Love Affair                                           | Ken Allen                          | |
| 1994 | Don't Talk to Strangers                               | Douglas Patrick Brody              | Film de televiziune |
| 1995 | Night Watch                                           | Michael 'Mike' Graham              | Film de televiziune |
| 1995 | GoldenEye                                             | James Bond                         | Nominalizare—Saturn Award for Best Actor Nominalizare—MTV Movie Award for Best Fight (împărțit cu Famke Janssen) |
| 1996 | Mars Attacks!                                         | Professor Donald Kessler           | |
| 1996 | The Mirror Has Two Faces                              | Alex                               | |
| 1997 | Robinson Crusoe                                       | Robinson Crusoe                    | |
| 1997 | Tomorrow Never Dies                                   | James Bond                         | Saturn Award for Best Actor Nominalizare—European Film Award for Outstanding European Achievement in World Cinema |
| 1997 | Dante's Peak                                          | Harry Dalton                       | |
| 1998 | Quest for Camelot                                     | King Arthur                        | |
| 1998 | The Nephew                                            | Joe Brady                          | De asemenea producător |
| 1999 | Grey Owl                                              | Archibald "Grey Owl" Belaney       | |
| 1999 | The World Is Not Enough                               | James Bond                         | Empire Award for Best Actor Nominalizare—Golden Raspberry Award for Worst Screen Combo (împărțit cu Denise Richards) |
| 1999 | The Match                                             | John MacGhee                       | De asemenea producător |
| 1999 | The Thomas Crown Affair                               | Thomas Crown                       | De asemenea producător |
| 2001 | The Tailor of Panama                                  | Andrew Osnard                      | |
| 2001 | The True Confessions of Charlotte Doyle               | Captain Jaggery                    | |
| 2002 | Die Another Day                                       | James Bond                         | Nominalizare—Saturn Award for Best Actor |
| 2002 | Evelyn                                                | Desmond Doyle                      | De asemenea producător |
| 2004 | After the Sunset                                      | Max Burdett                        | |
| 2004 | Laws of Attraction                                    | Daniel Rafferty                    | Producător executiv |
| 2005 | Matadorul (The Matador)                               | Julian Noble                       | Nominalizare—Saturn Award for Best Actor Nominalizare—Golden Globe Award for Best Actor – Motion Picture Musical or Comedy Nominalizare—Irish Film & Television Award for Best Actor in a Lead Role – Film Nominalizare—St. Louis Gateway Film Critics Association Award for Best Actor |
| 2007 | Seraphim Falls                                        | Gideon                             | |
| 2007 | Butterfly on a Wheel                                  | Tom Ryan                           | Cunoscut și ca Shattered (SUA) și Desperate Hours (Europa) De asemenea producător |
| 2007 | Married Life                                          | Richard Langley                    | |
| 2008 | Mamma Mia!                                            | Sam Carmichael                     | Golden Raspberry Award for Worst Supporting Actor Nominalizare—National Movie Award for Best Performance – Male |
| 2008 | Locomotiva Thomas și prietenii săi: Marea Descoperire | Narator (Regatul Unit și SUA)      | |
| 2009 | The Greatest                                          | Allen Brewer                       | |
| 2010 | The Ghost Writer                                      | Adam Lang                          | Irish Film & Television Award for Best Supporting Actor Nominalizare—London Film Critics Circle Award for British Supporting Actor of the Year Nominalizare—Satellite Award for Best Supporting Actor – Motion Picture                                                                  |
| 2010 | Percy Jackson & the Olympians: The Lightning Thief    | Chiron                             | |
| 2010 | Remember Me                                           | Charles Hawkins                    | |
| 2010 | Oceans                                                | Narrator                           | Narator |
| 2011 | Salvation Boulevard                                   | Dan Day                            | |
| 2011 | I Don't Know How She Does It                          | Jack Abelhammer                    | |
| 2011 | Bag of Bones                                          | Mike Noonan                        | |
| 2012 | Love Is All You Need                                  | Phillip                            | Original Danish title: Den Skaldede Frisør |
| 2013 | The World's End                                       | Guy Shephard                       | |
| 2013 | The Love Punch                                        | Richard                            | |
| 2014 | A Long Way Down                                       | Martin Sharp                       | |
| 2014 | The November Man                                      | Peter Devereaux                    | Post-producție |
| 2014 | How to Make Love Like an Englishman                   | Richard Haig                       | Post-producție |
| 2015 | The Coup                                              | Hammond                            | Post-producție |
| 2015 | Survivor                                              |                                    | Post-producție |
| 2015 | The Moon and the Sun                                  | King Louis XIV                     | Filmare |
| TBA  | I.T.                                                  |                                    | Pre-producție |
| TBA  | Last Man Out                                          | Gerry Fegan                        | Pre-producție |
| TBA  | The Expendables 4                                     |                                    | Anunțat |

| An        | Titlu                       | Rol              | Note             |
| --------- | --------------------------- | ---------------- | ---------------- |
| 1980      | Hammer House of Horror      | The Last Victim  | Serial televizat |
| 1981      | Manions of America          | Rory O'Manion    | Serial televizat |
| 1982–1987 | Remington Steele            | Remington Steele | Serial televizat |
| 1988      | Noble House                 | Ian Dunross      | Serial televizat |
| 1989      | Around the World in 80 Days | Phileas Fogg     | Serial televizat |

| An   | Titlu                                 | Rol        | Note |
| ---- | ------------------------------------- | ---------- | ---- |
| 1997 | GoldenEye 007                         | James Bond |      |
| 1999 | Tomorrow Never Dies                   | James Bond |      |
| 2000 | The World Is Not Enough               | James Bond |      |
| 2000 | 007 Racing                            | James Bond |      |
| 2002 | James Bond 007: Nightfire             | James Bond |      |
| 2004 | James Bond 007: Everything or Nothing | James Bond |      |